# Raymond Bouchard
Pour les articles homonymes, voir Bouchard.
Raymond Bouchard est un acteur québécois né le 7 mars 1945 à Lauzon (fusionnée à la ville de Lévis depuis 1989) dans la paroisse Sainte-Bernadette-Soubirous.

## Biographie
Il a résidé dans sa paroisse natale jusqu'à l'âge de six mois et sa famille s'est installée sur la rue Fagot de la paroisse Saint-Antoine-de-Bienville de la même ville jusqu'à ses onze ans. Raymond Bouchard est diplômé du Conservatoire d'art dramatique de Montréal, promotion 1970 et a fait ses études secondaires à Saint-Jean Eudes diplômé en 1965 

## Filmographie

### Cinéma
- 1971 : Stop : Charles Hébert
- 1980 : Cordélia : Procureur Mathieu
- 1982 : Les Yeux rouges : Édouard Lambert
- 1989 : Les Heures précieuses : Maurice
- 1990 : Ding et Dong, le film : Guėtan
- 1991 : Une nuit à l'école : Père de Sophie
- 1991 : L'assassin jouait du trombone : Giuseppe Grasselli
- 1992 : L'Automne sauvage : Gaston Laviolette
- 1993 : La Florida : Big Daddy
- 1997 : La Vengeance de la femme en noir : Inspecteur Giuseppe Grasselli
- 1999 : Laura Cadieux... la suite : André Brouillette
- 2000 : Un petit vent de panique : Chalifour
- 2003 : La Grande Séduction : Germain Lesage
- 2005 : La Vie avec mon père : François Agira
- 2007 : Désaccord parfait : Gilbert Carrington
- 2007 : Nitro : Meg
- 2007 : Bluff : Edmond
- 2007 : Le Banquet : Jean-Marc - Recteur
- 2009 : King Guillaume : Non-Imposable
- 2009 : De père en flic : Police provinciale
- 2010 : Lance et compte : Jérôme Labrie
- 2011 : Funkytown : Gilles Lefebvre
- 2011 : Haut-fond Prince : Capitaine Dupuis
- 2012 : Les Mafiozoo : Lorenzo
- 2013 : Les Profs : Maurice, le prof de philo
- 2013 : La Maison du pêcheur : Bujold
- 2015 : Les Profs 2 : Maurice
- 2015 : Le Scaphandrier : Armand Sauvageau
- 2016 : Nitro Rush : Meg

### Télévision
- 1978 : Race de monde (série télévisée) : Jean-Maurice Beauchemin
- 1981 : Peau de banane (série télévisée) : Euclide Lamoureux
- 1982 : Une vie… (série télévisée) : Aldo Vincelli
- 1986 : Des dames de cœur (série télévisée) : Roger Lamontagne
- 1987 : Bonjour docteur (série télévisée) : Dr. Philippe Morency
- 1990 : L'Or et le Papier (série télévisée) : Raymond Laflamme
- 1992 : Scoop (série télévisée) : Paul Vezina
- 1993 : Blanche (série télévisée) : Duhaime
- 1993 : Les grands procès (série télévisée) : Maître Dorion
- 1994 : René Lévesque (série télévisée) : Jacques Parizeau
- 1996 : Virginie (série télévisée) : Bob Lafrenière
- 1996 : Innocence (feuilleton télévisé)
- 1997 : Les Bâtisseurs d'eau (série télévisée)
- 1998 : Réseaux (série télévisée) : Robert Dumont
- 1999 : Radio (série télévisée)
- 1999 : Rue l'Espérance (série télévisée) : Jean-Denis Gélinas
- 2000 : Chartrand et Simonne (série télévisée) : Amédée Monet
- 2001 : Les Parfaits (série télévisée) : Henri Labelle
- 2002 : Tabou (série télévisée) : Robert Boisvert
- 2002 : Annie et ses hommes (série télévisée) : Gilbert Séguin
- 2002 : Lance et compte : Nouvelle Génération (série télévisée) : Jérôme Labrie
- 2002 : Trudeau (feuilleton télévisé) : Jean Marchand
- 2002 : Bunker, le cirque (série télévisée) : Paul Bernard
- 2004 : Le Bleu du ciel (série télévisée) : Bello Bastarache
- 2004 : Temps dur (série télévisée) : Stan Boulet
- 2004 : Lance et compte : La Reconquête (série télévisée) : Jérôme Labrie
- 2006 : Casino (série télévisée) : Antoine Caron
- 2007 : Sous les vents de Neptune de Josée Dayan (téléfilm)
- 2010 : Mauvais Karma (série télévisée) : Richard Tremblay
- 2010 : Tranches de vie (série télévisée) : Daniel Pelletier
- 2016 : L'Imposteur (série télévisée) : Gilles Bouchard

## Doublage
La liste indique les titres québécois

### Cinéma

#### Longs métrages
- David Bradley dans :
  - Harry Potter à l'école des sorciers (2001) : Argus Rusard
  - Harry Potter et la Chambre des secrets (2002) : Argus Rusard
  - Harry Potter et le Prisonnier d'Azkaban (2004) : Argus Rusard
  - Harry Potter et la Coupe de feu (2005) : Argus Rusard
  - Harry Potter et l'Ordre du Phénix (2007) : Argus Rusard
  - Harry Potter et les Reliques de la Mort, partie 2 (2011) : Argus Rusard

- Brian Cox dans :
  - Dernier Recours (1998) : capitaine Jeremiah Cassidy
  - Adaptation (2002) : Robert McKee
  - Le Pouls de la vengeance (2009) : Phillip Van Doren
  - R.E.D. (2010) : Ivan Simanov

- Robert Foxworth dans :
  - Transformers (2007) : Ratchet (voix)
  - Transformers : La Revanche (2009) : Ratchet (voix)
  - Transformers 3 : La Face cachée de la Lune (2011) : Ratchet (voix)
  - Transformers : L'Ère de l'extinction (2014) : Ratchet (voix)

- George Dzundza dans :
  - Espèces II (1998) : colonel Carter Burgess Jr
  - Instinct (1999) : Dr John Murray
  - Une ville près de la mer (2002) : Reg Duffy

- Michael Gambon dans :
  - Sleepy Hollow (1999) : Baltus Van Tassel
  - Capitaine Sky et le Monde de demain (2004) : Rédac-chef Paley
  - Le Livre d'Élie (2010) : George

- Eugene Levy dans :
  - Folies De Graduation : Le Mariage (2003) : Noah Levenstein
  - Folies de graduation Présente : Le Livre de l'amour (2009) : Noah Levenstein
  - Goon : Dur à cuire (2012) : Dr Glatt

- Patrick Stewart dans :
  - Star Trek : Insurrection (1998) : capitaine Jean-Luc Picard
  - Star Trek : Nemesis (2002) : capitaine Jean-Luc Picard

- Morgan Freeman dans :
  - Garde Betty (2000) : Charlie
  - Le Salut (2003) : Miles Evans

- Richard Roundtree dans :
  - Shaft (2000) : oncle John Shaft
  - Brick (2006) : assistant V.P. Trueman

- Bill Nighy dans :
  - Pirates des Caraïbes : Le Coffre du mort (2006) : Davy Jones
  - Pirates des Caraïbes : Jusqu'au bout du monde (2007) : Davy Jones

- Barry Shabaka Henley dans :
  - Deux Flics à Miami (2006) : lieutenant Marty Castillo
  - Jeux de pouvoir (2009) : Gene Stavitz

- 1973 : L'Exorciste : lieutenant William « Bill » Kinderman (Lee J. Cobb)
- 1988 : Mystic Pizza : Hector Freshette (Louis Turenne)
- 1989 : Bye Bye Blues : Slim Godfrey (Stuart Margolin)
- 1991 : Coupable par Association : Bunny Baxter (George Wendt)
- 1995 : Richard III : le Duc de Buckingham (Jim Broadbent)
- 1998 : Les Racoleuses : Tom Baxter (Robert Wagner)
- 1998 : Le Siège : Danny Sussman (David Proval)
- 1998 : Négociateur : capitaine Travis (John Spencer)
- 1998 : Traquer : Red (Meat Loaf)
- 1998 : Une nuit au Roxbury : M. Zadir (Chazz Palminteri)
- 1999 : Star Wars, épisode I : La Menace fantôme : Ric Olié (Ralph Brown)
- 1999 : L'Initié : John Scanlon (Rip Torn)
- 1999 : 8 Millimètres : Eddie Poole (James Gandolfini)
- 1999 : Cannabis 101 : Vieux Dunphy (Alec Baldwin)
- 2000 : Les pionniers de l'espace : Eugene « Gene » Davis (William Devane)
- 2000 : En souvenir des Titans : coach Paul « Doc » Hines (Gregory Alan Williams)
- 2000 : Regard dangereux : Mitch (Robert Cicchini)
- 2000 : Lily : Grant (Jean-Pierre Bergeron)
- 2000 : Le troisième miracle : Père Paul Panak (Ken James)
- 2001 : La Chute du faucon noir : lieutenant colonel Joe Cribbs (Steven Ford)
- 2001 : Jeux d'espionnage : Troy Folger (Larry Bryggman)
- 2001 : Virée d'enfer : voix de Vieux Clou (Ted Levine)
- 2001 : Derrière les lignes ennemies : amiral Piquet (Joaquim de Almeida)
- 2001 : Le Majestic : Doc Stanton (David Ogden Stiers)
- 2001 : Mon ami Spot : Sonny Talia (Paul Sorvino)
- 2001 : Le Spectre de Bones : Lupovich (Michael T. Weiss)
- 2002 : Insomnie : chef Charlie Nyback (Paul Dooley)
- 2002 : Deux semaines d'avis : Larry Kelson (Robert Klein)
- 2002 : Spider-Man : général Slocum (Stanley Anderson)
- 2002 : Cœurs inconnus : Alan Baxter (Malcolm McDowell)
- 2002 : Aux aguets : Jack (Ralph Alderman)
- 2002 : Quatre gars et un balai : Donald Foley (James B. Douglas)
- 2003 : Alex et Emma : Wirschafter (Rob Reiner)
- 2005 : Sahara : amiral James Sandecker (William H. Macy)
- 2006 : Chemin de la Gloire : Dr Ray (Andy Stahl)
- 2007 : Nancy Drew : Dashiel (Barry Bostwick)
- 2007 : Super flic : Tom Weaver (Edward Woodward)
- 2007 : Harry Potter et l'Ordre du Phénix : Kreattur (Timothy Bateson)
- 2009 : Adventureland : M. Brennan (Jack Gilpin)
- 2009 : Les Hommes qui regardent les chèvres : Gus Lacey (Stephen Root)
- 2009 : Escrocs en herbe : Pug Rothbaum (Richard Dreyfuss)

#### Films d'animation
- 1999 : Histoire de jouets 2 : Stinky Pete
- 2004 : Pinocchio 3000 : Combinard
- 2005 : La Véritable Histoire du Petit Chaperon rouge : l'Homme des bois
- 2006 : Les Bagnoles : Tex Dinoco
- 2017 : Les Bagnoles 3 : Tex Dinoco

### Télévision

#### Téléfilms
- 1995 : Hiroshima : général George C. Marshall (Leon Pownall)
- 2007 : Au bord du gouffre : John Patterson (Chuck Shamata)

#### Séries télévisées
- 1979-1986 : Centre médical : Trapper John McIntyre (Pernell Roberts)
- 1984-1988 : Cagney et Lacey : lieutenant Bert Samuels (Al Waxman)
- 2000-2004 : Psi Factor, chroniques de l'étrange : Ray Donahue (Peter MacNeill)
- 2000-2005 : Brigade spéciale : inspecteur Andrew Pawlachuk (Garry Chalk)

## Distinctions

### Récompenses
- 1990 - Prix Gémeau, Meilleure interprétation premier rôle masculin : dramatique

### Nominations
- Nomination pour le prix Jutra du meilleur acteur en 2004 pour La Grande Séduction